# Trzechelska Struga
Trzechelska Struga – struga w północno-zachodniej Polsce, w woj. zachodniopomorskim, płynąca przez Równinę Nowogardzką i Goleniowską, na obszarze zachodniej części gminy Nowogard; lewobrzeżny dopływ Wołczenicy.
Struga ma źródło na wschód od wsi Świerczewo, przy drodze z Nowogardu, w gminie Nowogard. Struga omija od północy Świerczewo i płynie na południowy wschód. Następnie przed wsią Węgorza zakręca i płynie stale w kierunku północnym. Po minięciu wsi Trzechel, na północ od niej uchodzi do Wołczenicy od jej lewego brzegu.
W 2008 r. przeprowadzono badania jakości wód Trzechelskiej Strugi w punkcie poniżej wsi Trzechel. W ich wyniku oceniono elementy fizykochemiczne poniżej stanu dobrego, elementy biologiczne określono na II klasy, a stan ekologiczny na umiarkowany. W ogólnej dwustopniowej ocenie stwierdzono zły stan wód Trzechelskiej Strugi.
Nazwę Trzechelska Struga wprowadzono urzędowo rozporządzeniem w 1948 roku, zastępując poprzednią niemiecką nazwę strugi – Mühlen Bach.